# Antoine Sollacaro
Pour la commune, voir Sollacaro.
Antoine Sollacaro, né le 30 janvier 1949 à Propriano (Corse, actuelle Corse-du-Sud) et mort assassiné le 16 octobre 2012 à Ajaccio (Corse-du-Sud), est un avocat français exerçant en Corse.

## Biographie
Militant de la Ligue des droits de l'homme (LDH) et engagé contre toute forme d'injustice, Antoine Sollacaro fut également militant de la cause nationaliste corse. Il appartient au Mouvement pour l'autodétermination (MPA) dans les années 1990 avec son ami de longue date, Alain Orsoni, ancien nationaliste et président du club de football de l'AC Ajaccio.
Bâtonnier de l'ordre des avocats d'Ajaccio de 1998 à 1999, inscrit au barreau depuis 1977, il devient l'avocat pénaliste le plus renommé de Corse, très connu aussi sur le continent. Il est considéré comme l'avocat historique du Front de libération nationale corse (FLNC). Il a défendu notamment Yvan Colonna dans l'affaire de l'assassinat du préfet Érignac et Antoine Nivaggioni, un proche d’Alain Orsoni assassiné le 18 octobre 2010.
Très engagé dans le mouvement nationaliste corse, il est assassiné le 16 octobre 2012.

## Assassinat et enquête
Antoine Sollacaro a été assassiné le 16 octobre 2012 à 9h du matin à Ajaccio dans une station-service. Cet assassinat a pour toile de fond l'affrontement entre deux groupes : d'une part « le clan Orsoni », rassemblant Alain Orsoni, son fils Guy Orsoni et d’anciens militants du Mouvement pour l'autodétermination (MPA) reconvertis dans les affaires et le gang du Petit Bar, impliqué dans des affaires de trafic de stupéfiants et d’extorsion de fonds.
En 2014, l'enquête de la JIRS de Marseille sur cet homicide sera fusionnée avec celle sur la tentative d’assassinat en septembre 2012 visant Charles Cervoni, réputé proche d’Alain Orsoni, employé de la Chambre de commerce et d'industrie d'Ajaccio et de la Corse-du-Sud (CCI de la Corse-du-Sud). Un président de la CCI de la Corse-du-Sud, Jacques Nacer, a été assassiné le 14 novembre 2012 à Ajaccio. Pour cette double enquête Sollacaro-Cervoni, quatre membres présumés du Petit Bar ont été mis en examen le 4 avril 2013 : Jacques Santoni, André Bachiolelli, Mickael Ettori et Pascal Porri. Cette mise en cause est basée sur l'exploitation des données issues d'une moto volée ayant servi pour les deux crimes et le témoignage du garagiste et du mécanicien, qui se sont par la suite rétractés,.
Le 2 juillet 2014, la chambre de l’instruction de la cour d'appel d’Aix-en-Provence annule les mises en examen criminelles dans ce dossier du fait de la rétractation des témoins. Mickaël Ettori et André Bacchiolelli restent mis en examen pour association de malfaiteurs mais bénéficient d’une libération. Pascal Porri reste poursuivi pour recel de véhicule volé. Le 5 novembre 2014, le JIRS de Marseille joint les deux procédures judiciaires Sollacaro et Cervoni. Début 2015, Patrick Giovannoni est la première personne en France à bénéficier du programme de protection des collaborateurs de justice.
Employé comme agent de sécurité à Ajaccio, Patrick Giovannoni a été interpellé en 2014 dans l’enquête sur l’assassinat le 18 octobre 2010 d’Antoine Nivaggioni, fondateur avec Yves Manunta (assassiné le 18 octobre 2010) de la SMS (Société méditerranéenne de sécurité), tous les deux proches d’Alain Orsoni. C’est lui qui a loué et garé une « voiture ventouse » devant l’immeuble où Antoine Nivaggioni sera assassiné. En 2019, deux autres personnes proches du « gang du Petit Bar » ont été condamnées pour l'assassinat d'Antoine Nivaggioni : Eric Coppolani (25 ans de réclusion criminelle) et Antoine Mondoloni (10 ans d'emprisonnement). Jacques Santoni a été renvoyé en jugement pour avoir commandité cet assassinat mais ne s'est pas présenté devant la cour d'assises pour raisons médicales. Son cas a donc été disjoint. Cette condamnation a fait l'objet d'un pourvoi en cassation.
Le 9 mars 2015, Patrick Giovannoni est entendu comme témoin par le juge d’instruction. Selon lui, Jacques Santoni a commandité plusieurs assassinats, dont celui d’Antoine Sollacaro. Patrick Giovannoni dit ne pas connaitre l'équipe chargé de l'opération. Le collaborateur de justice donne au juge des détails sur la tentative d’assassinat perpétrée à l’encontre de Charles Cervoni. Selon lui, c’est André Bacchiolelli qui serait le tireur. Le 13 mars 2015, André Bacchiolelli est mis en examen pour tentative de meurtre en bande-organisée et association de malfaiteurs pour le crime sur Charles Cervoni, et pour le meurtre en bande organisée d’Antoine Sollacaro.
Jacques Santoni est auditionné le 9 juin 2015 par le magistrat instructeur, alors qu'il se trouve à l’hôpital pénitentiaire de Fresnes, incarcéré pendant l'enquête sur l’assassinat d’Antoine Nivaggioni.
Le 31 août 2018, le juge d'instruction envoie aux assises Jacques Santoni et André Bacchiolelli pour la tentative d'assassinat de Charles Cervoni et l'assasinat d’Antoine Sollacaro et le délit connexe d'association de malfaiteurs. Mickaël Ettori et Patrick Giovannoni sont renvoyés pour des délits connexes aux crimes. Pascal Porri doit bénéficier d’un non-lieu car les charges sont insuffisantes.